# Antiphalera philippoi
Antiphalera philippoi är en fjärilsart som beskrevs av Alexander Schintlmeister 1997. Antiphalera philippoi ingår i släktet Antiphalera och familjen tandspinnare. Inga underarter finns listade i Catalogue of Life.